# NGC 6568
NGC 6568 este o galaxie situată în constelația Săgetătorul. A fost descoperită în 26 mai 1786 de către William Herschel. Se află la o distanță de 1.000 de parseci de Pământ.